# Sankta Maria i Johannelund

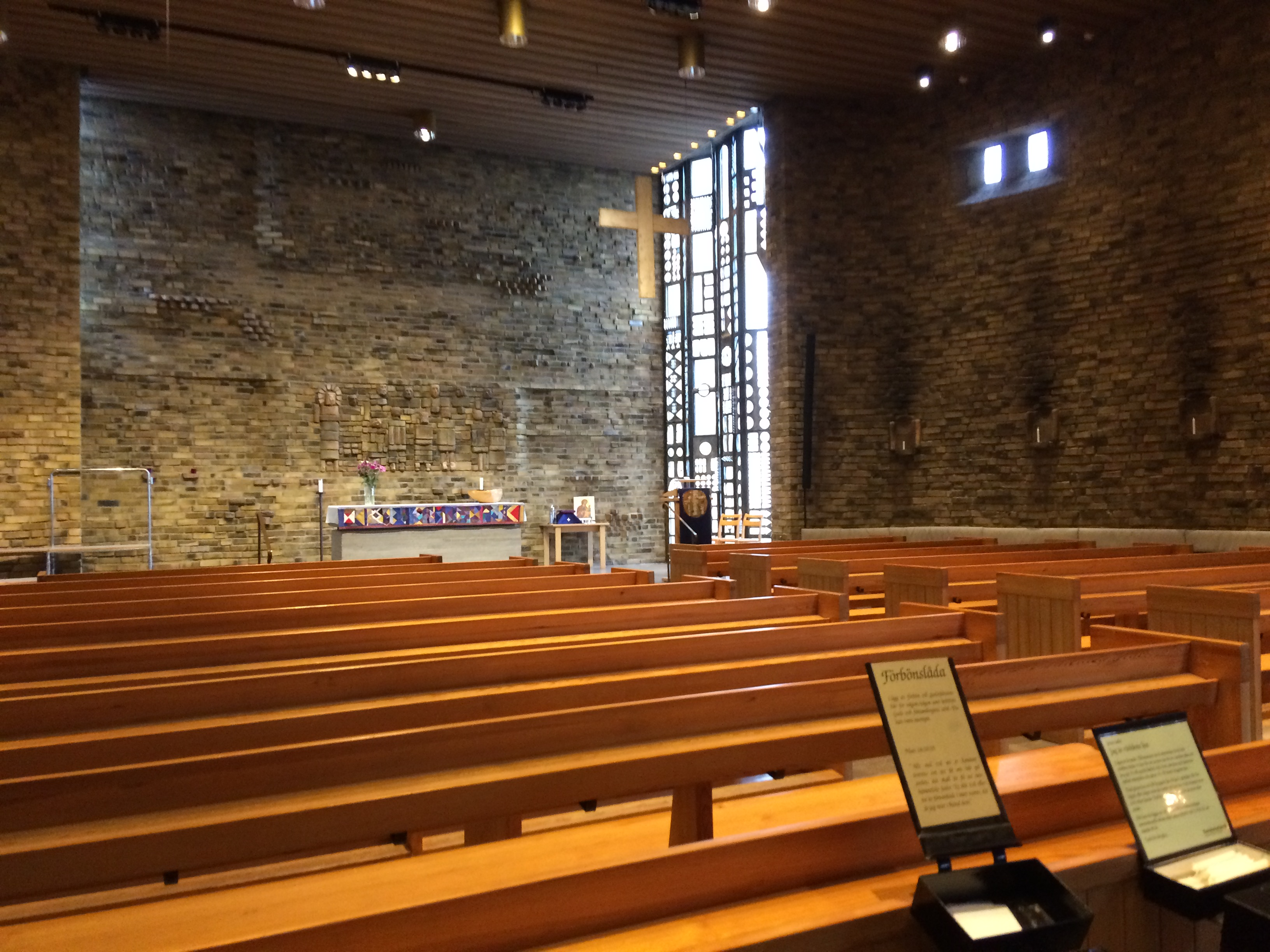
Interiör Sankta Maria kyrka

Sankta Maria i Johannelund är en kyrkobyggnad i Linköping, Östergötland. Den ligger i stadsdelen Johannelund och är församlingskyrka i Johannelunds församling, Linköpings stift. Den tillhör Linköpings domkyrkopastorat.

## Historik

### Kyrkobyggnaden
Sankta Maria kyrka är belägen i stadsdelen Johannelund i Linköping. Den har fått sitt namn efter Jungfru Maria. Den invigdes den 24 mars 1963. Kyrkan är byggd efter ritningar av Höjer & Ljungqvist och består av ett ovalt långhus med öst-västlig orientering. I öster finns ett rakt avslutat kor, i väster ett vapenhus och i norr en sakristia. Kyrkorummet har utformats i nära samarbete med konstnären Erik Höglund. Innerväggarna är murade av gult tegel som är dekorerat med ristade symboler och figurer i relief utformade av Erik Höglund. Södra väggen har ett stort fönster i kristallglas gjutet i betongblock som sträcker sig från golv till tak.

### Namnet
Tidigare hette den Johannelunds kyrka men från och med 13 mars 2005 bär den namnet Sankta Maria i Johannelund. Namnet kommer av invigningen 1963 på Jungfru Marie bebådelsedag.

### Klockstapeln
Vid kyrkans södra sida finns en klockstapel av betong som är byggd i bockkonstruktion. I klockstapeln hänger två kyrkklockor som båda är gjutna 1960 av Bergholtz klockgjuteri i Sigtuna. Tidigare ringdes klockorna manuellt med rep, men numera sker det elektriskt med motorer. 

### Omgivningen runt kyrkan
Kyrkan är belägen i stadsdelen Johannelund, Linköping. Den ligger i anslutning till Johannelunds centrum. Den är omgiven av lägenhetshus. 

## Inventarier
- I kyrkorummets sydvästra del står dopfunten som är tillverkad av kalksten.
- I korets norra del står predikstolen som är tillverkad av furu.
- Altaret är byggt av kalksten och har en skiva med räfflade sidor.

## Orgel
Orgeln är byggd 1964 av orgelbyggaren A Magnussons orgelbyggeri i Göteborg, den är kyrkans första. 1983 byggdes den ut av Walter Thür Orgelbyggen, Torshälla. Orgeln är mekanisk och har följande disposition:
| Huvudverk I C-g3  | Bröstverk II C-g3 | Pedal C-f1 | Koppel C-f1 |
| Principal 8’      | Gedackt 8’        | Subbas 16’ | I/P         |
| Rörflöjt 8’       | Rörflöjt 4’       | Gedackt 8’ | II/P        |
| Oktava 4’         | Principal 2’      | Oktava 4’  | II/I        |
| Spetsflöjt 4’     | Nasat 1 1⁄3’      | Fagott 16’ |             |
| Waldflöjt 2’      | Scharf 2 ch       |            |             |
| Sesquialtera 2 ch | Rörskalmeja 8’    |            |             |
| Mixtur 3 ch       | Tremulant         |            |             |
| Zinka 8'          | Crescendosvällare |            |             |
| Tremulant         |                   |            |             |

## Bildgalleri

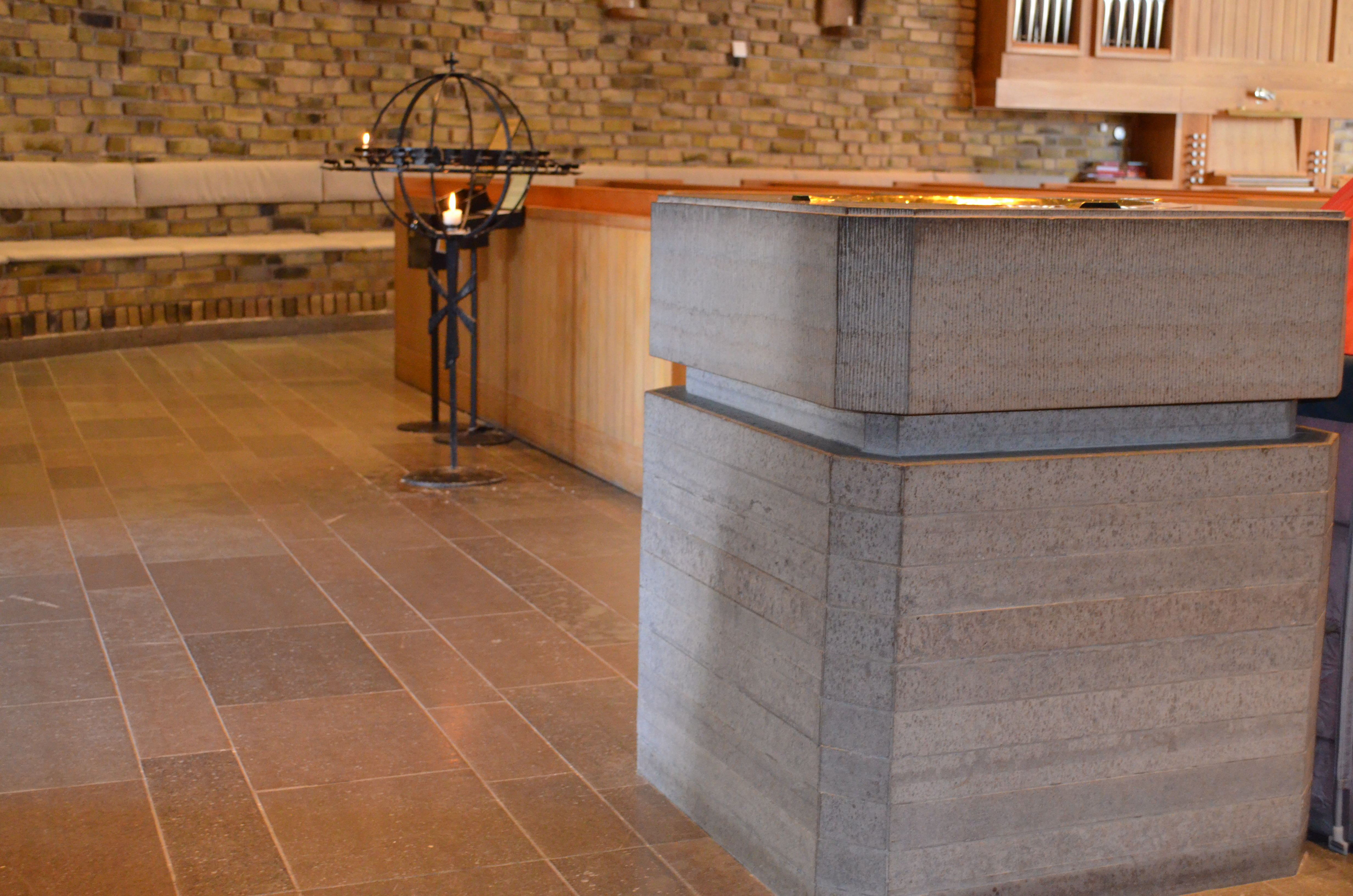
Sankta Maria kyrkas dopfunt
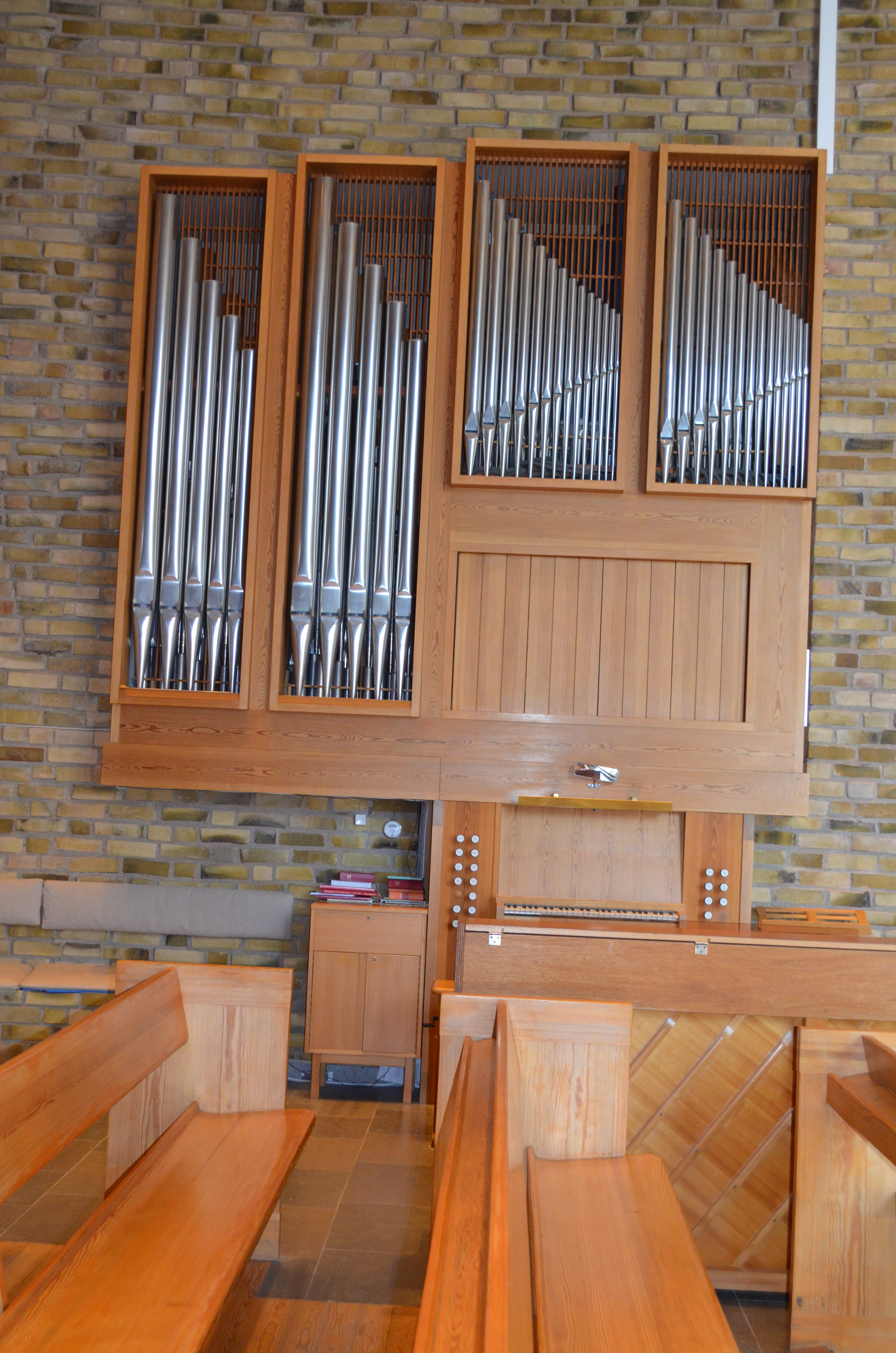
Sankta Maria kyrkas kyrkorgel
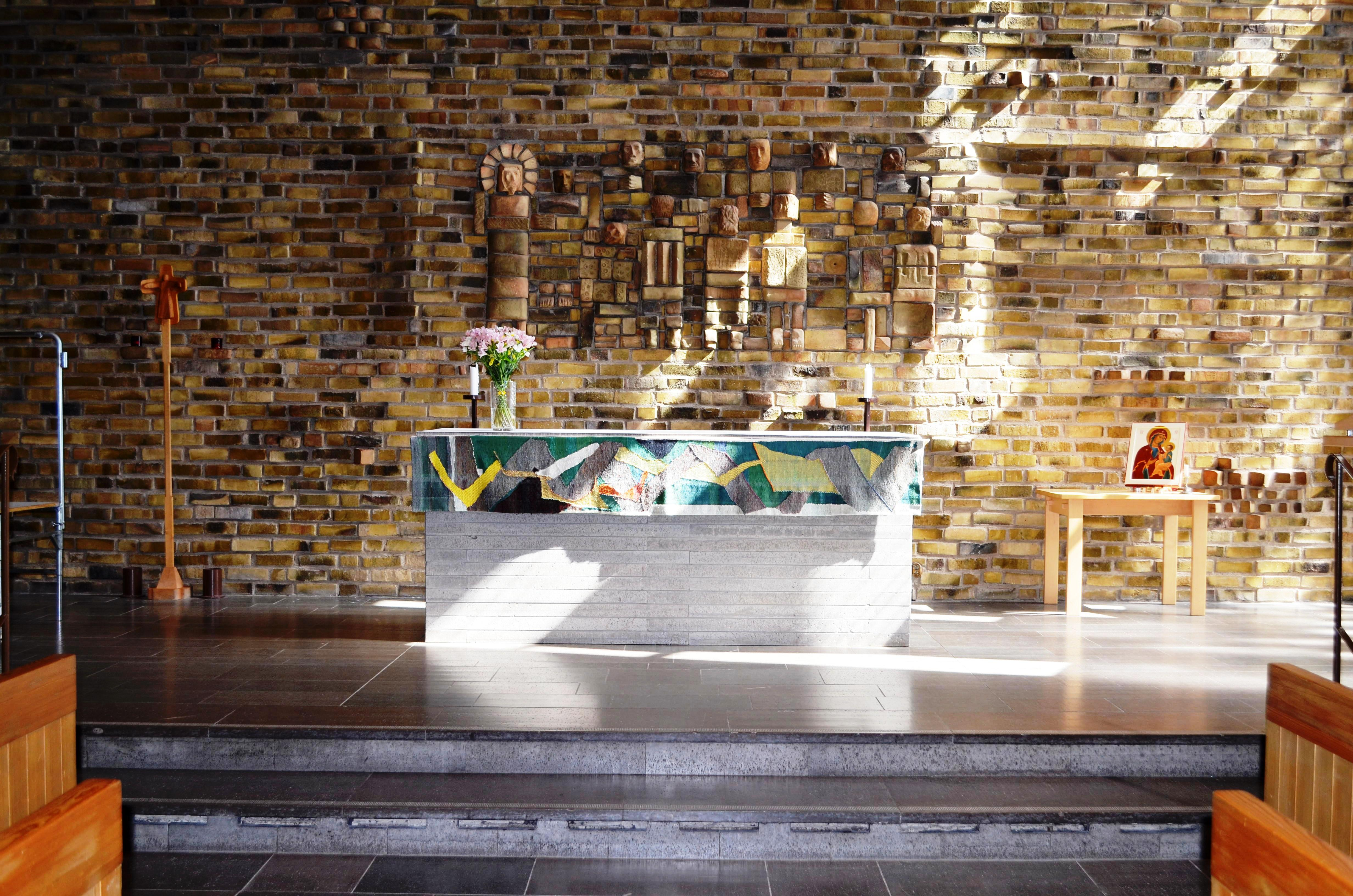
Sankta Maria kyrkas altare
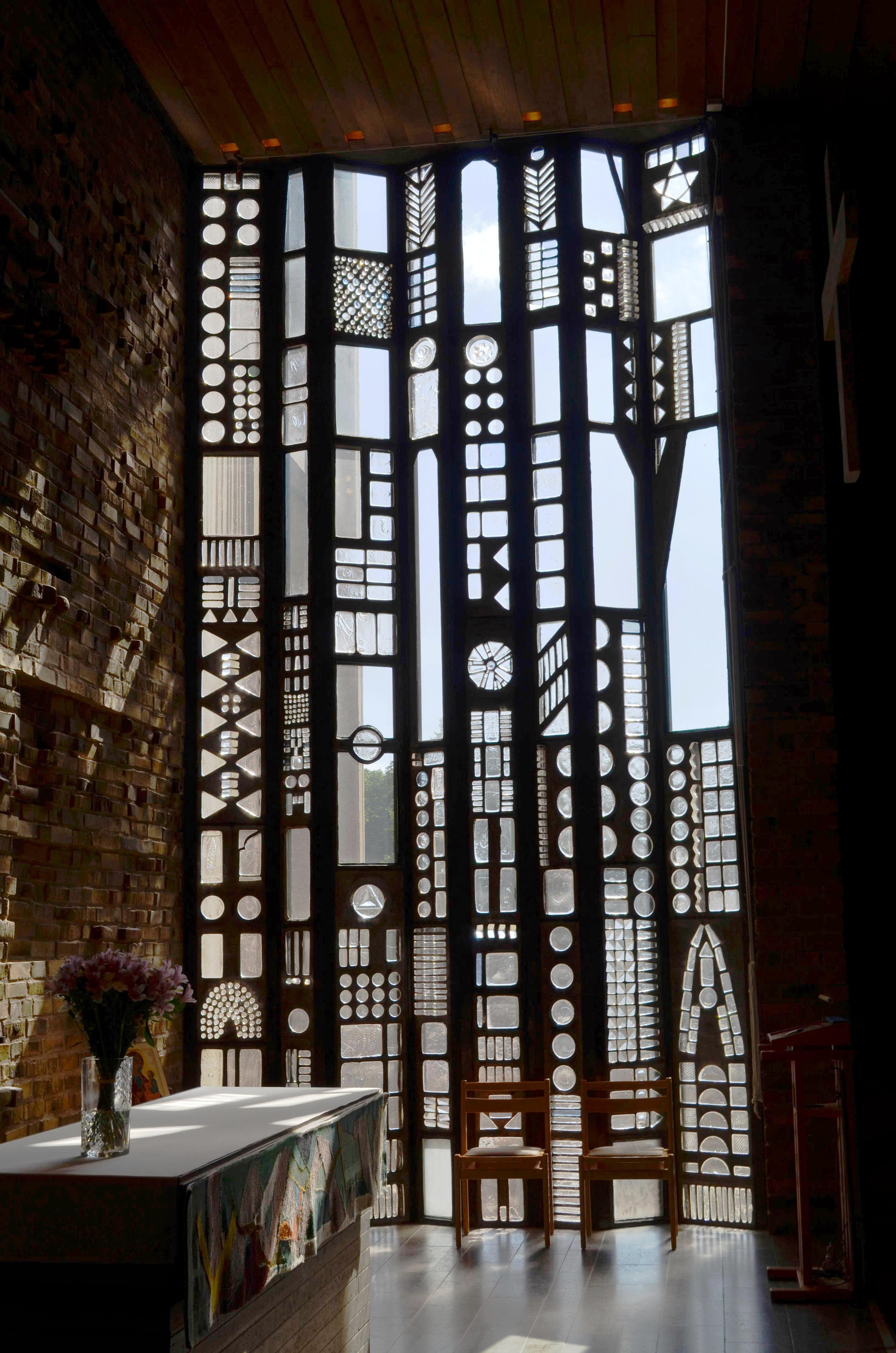
Sankta Maria kyrka kyrkfönster